# Fray Mocho (revista)
Fray Mocho fue publicación semanal de interés general que incluía ilustraciones humorísticas de personajes contemporáneos y de la sociedad en general que fue fundada en Buenos Aires, Argentina, el 3 de mayo de 1912 bajo la dirección del historiador y periodista Carlos Correa Luna y con la  colaboración de reconocidos  redactores y dibujantes, incluido el caricaturista José María Cao Luaces, todos ellos provenientes de la revista Caras y Caretas. El nombre corresponde al seudónimo de José Sixto Álvarez (1858-1903), el escritor y periodista argentino, famoso por sus retratos costumbristas humorísticos que había sido el fundador y primer editor de esta última revista. Aparecieron 196 números del semanario entre 1912 y 1916 y siguió publicándose hasta 1929.

## Fundación
La revista, que aparecía semanalmente cada viernes, fue fundada por colaboradores que se alejaron de la revista Caras y Caretas, disconformes con su línea editorial y con el propósito de retomar la que había tenido históricamente aquella desde sus inicios hasta 1903 en que muere Álvarez. Entre ellos estaban el exdirector de Caras y Caretas, Carlos Correa Luna, su afamado dibujante José Cao, el escritor costumbrista Luis Pardo, que desde su primer número había hecho composiciones en verso sobre la actualidad para la revista el seudónimo de Luis García, además de Félix Lima, el ilustrador y pintor Juan Peláez, José Friedriech y Félix Lima, el autor de Con los 9, referido al habla porteña de fines del siglo XIX y Juan Hohmann.
La revista competía con Caras y Caretas y con PBT, creada en 1904, y a poco tuvo una circulación de 80000 ejemplares contra los 120000 de Caras y Caretas. Hacia 1922 varió su contenido, se convirtió en una revista más cultural, abandonó el uso de ilustraciones en las tapas y trabajó con fotografía y obras pictóricas hasta 1929 en que dejó de publicarse.

## Estética
En el diseño de Fray Mocho se nota, como en otras publicaciones de la época, una tensión entre una línea gráfica "clásica", con orígenes ubicables en el diseño romántico-positivista del siglo XIX, y el Art Nouveau o modernismo, primero y art déco, después. Se denomina modernismo a una corriente de renovación artística desarrollada a finales del siglo xix y principios del xx que pretende una ruptura con los estilos dominantes en la época, tanto los de tradición academicista (el historicismo o el eclecticismo) como los rupturistas (realismo o impresionismo). En esta nueva estética  predominaba la inspiración en la naturaleza a la vez que se incorporaba novedades derivadas de la revolución industrial, involucrando conforme  las ideas estéticas de John Ruskin y William Morris, democratizar la belleza o socializar el arte, en el sentido de que hasta los objetos más cotidianos tuvieran valor estético y fueran accesibles a toda la población, aunque sin utilizar las nuevas técnicas de producción masiva que impedían el desarrollo del buen hacer artesanal.
La invasión del nuevo estilo en Argentina a principios de la década de 1900 se limitó, en general, a las publicaciones populares y a los frentes de viviendas o espacios de decoración no reconocidos o no valorados por los sectores aristocráticos de la sociedad, o sea un fenómeno acotado a la clase media. Esta renovación estética se ve en la tipografía, las ilustraciones y el diseño de Fray Mocho así como en las publicidades y las fotografías de las fachadas de edificios, la vestimenta y la decoración de las viviendas y lugares públicos que incluye.

## Contenido
Sus secciones fijas apuntaban a lectores de intereses disímiles: Teatros, De las Provincias, Notas femeninas, Montevideo, Menudencias, Correo de lectores, Folletines infantiles, Lo que dicen de Fray Mocho, Folletines de Fray Mocho, Carreras hípicas, Países del exterior, Vida cotidiana (local o extranjera)

## Una versión sobre su creación
El periodista Juan José de Soiza Reilly ya muy anciano, relató al cronista León Benarós que el dibujante gallego José María Cao, que era muy cumplidor en su trabajo en Caras y Caretas, solicitó a la dirección de la revista una breve licencia para atender un hijo enfermo y le fue denegada. Según el relato, esa negativa irritó en tal forma al personal que 46 de los principales redactores y dibujantes decidieron, en acto de solidaridad, irse de la revista junto con Cao y a continuación fundaron Fray Mocho. El músico Juan Manuel Mallada publicó ese año 1912 en conmemoración del episodio un tango de su autoría que tituló La sombra 47 y en la tapa de su partitura se ve a un grupo de personas –presumiblemente, periodistas- que mira hacia una sombra que, mate en mano, personifica a José Sixto Álvarez.